# Feriola angustifrons
Feriola angustifrons là một loài ruồi trong họ Tachinidae.